# Susanne Pittroff

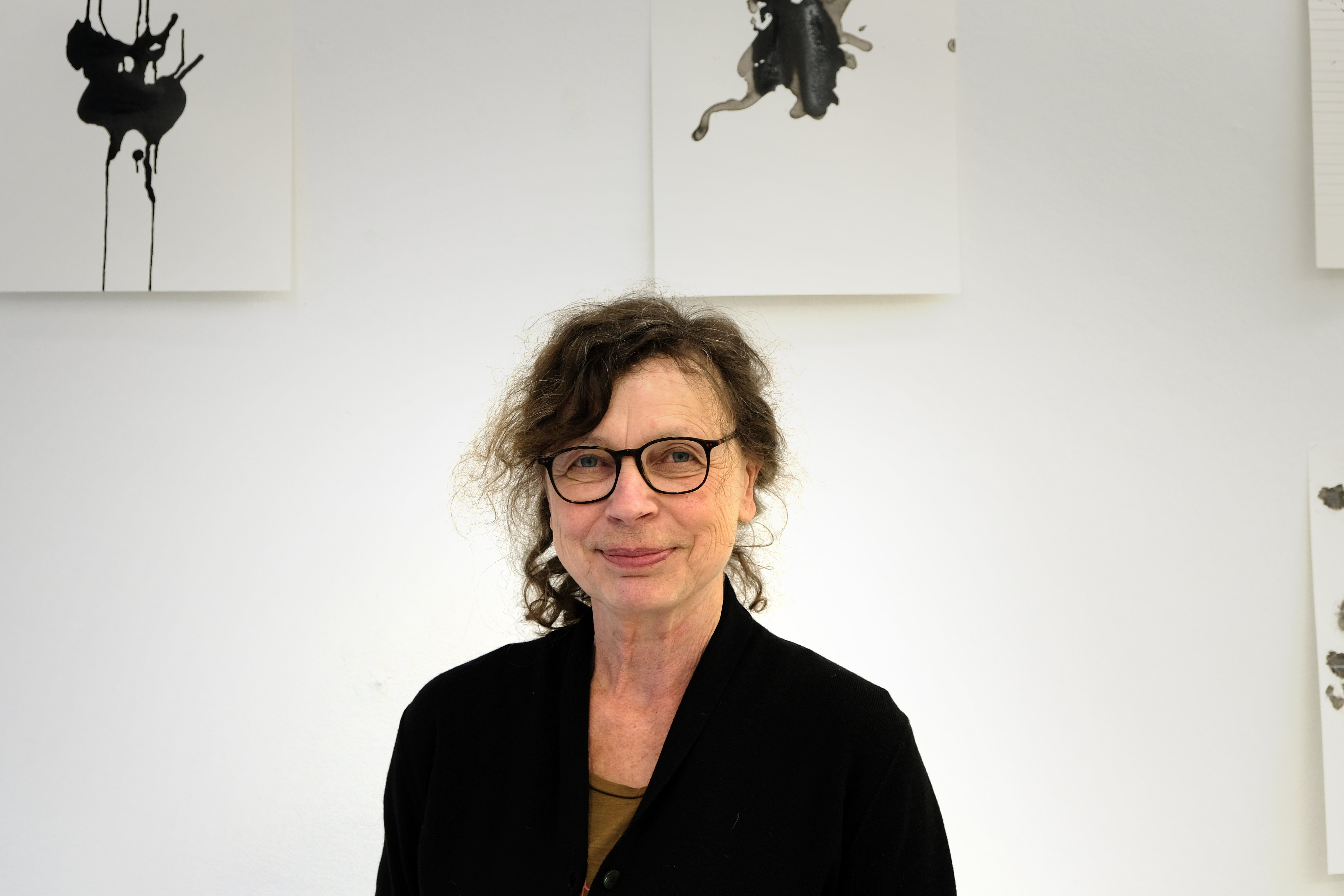
Susanne Pittroff (2025)

Susanne Pittroff (* 1959 in München) ist eine deutsche bildende Künstlerin. Zwei Schwerpunkte ihres Werks stellen Kunst im Öffentlichen Raum und Kunst am Bau dar.

## Leben und Werk

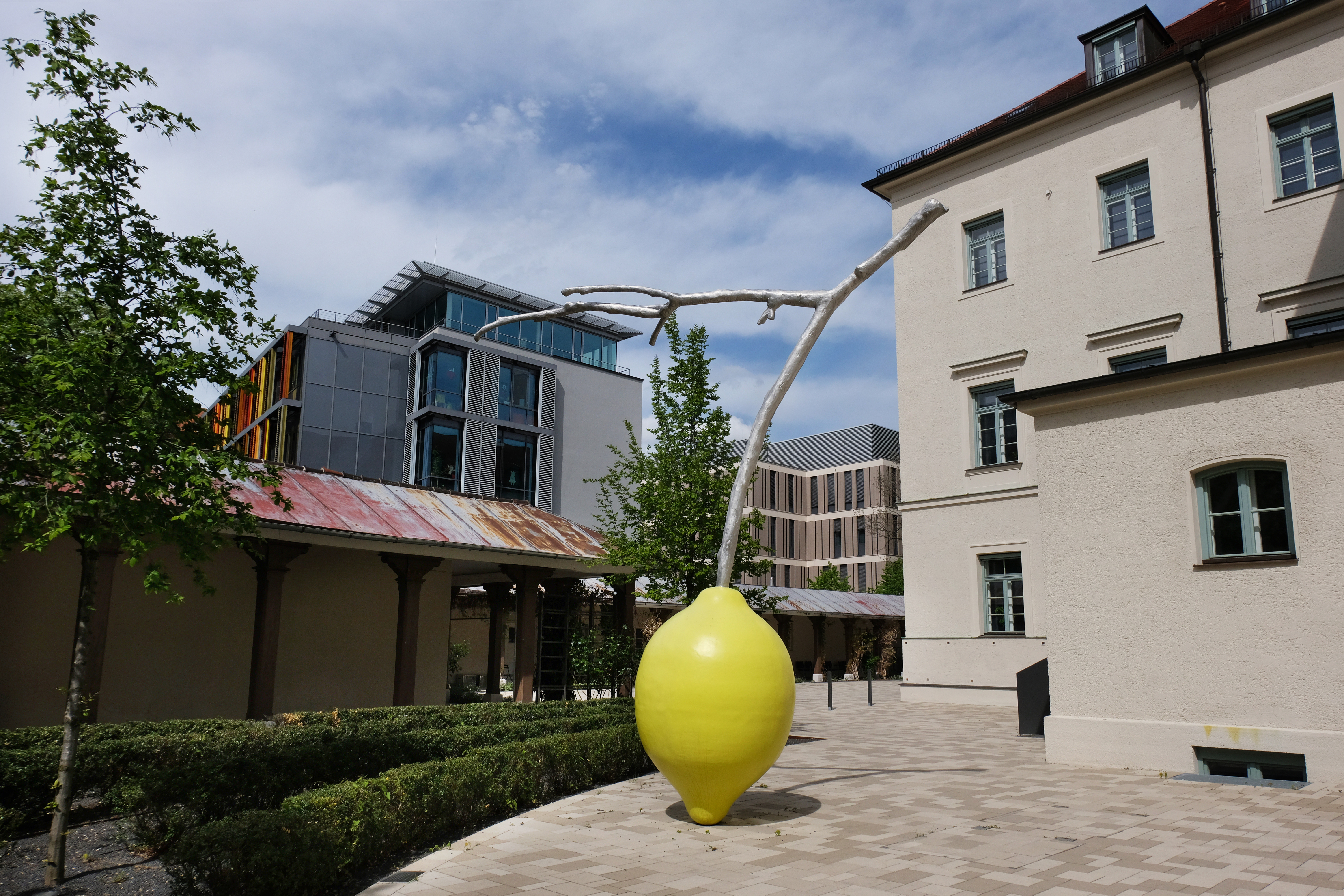
Skulptur Florentina (2024)

Susanne Pittroff ist geborene Münchnerin. Sie studierte Kunstgeschichte an der LMU und Kunst an der Akademie der Bildenden Künste in München. Zu ihren Arbeitsschwerpunkten gehören Kunst im Öffentlichen Raum und Kunst am Bau. Ihre im Rahmen von Wettbewerben eingereichten Kunst-am-Bau-Vorschläge für die Kantine im Bundesfinanzministerium und den Erweiterungsneubau der Alice Salomon Hochschule erreichten Platz 1 bzw. 3. Ein Konzept für die Foyerwand des Humboldt Forums kam in die engere Auswahl der Jury.
Susanne Pittroff lebt und arbeitet in München und Berlin.

## Auszeichnung
- 1988: RischArt_Preis[5]

## Ausstellungen (Auswahl)
Quelle, wo nicht angegeben
- 1992: Große Kunstausstellung München, Gruppenausstellung, Haus der Kunst[7]
- 1998: I-O-Y, Kunstverein Leipzig
- 1999: Concrete, Kunst- und Medienzentrum Adlershof, Berlin
- 1999: En Passant, Galerie Françoise Heitsch, München
- 2001: Bodenhaftung, Neue Galerie Dachau
- 2002: Komm-UNIKAT-ion, Installation, CeBit, Hannover
- 2003: Große Kunstausstellung München, Gruppenausstellung, Haus der Kunst[8]
- 2003: Playing grounds, Galerie Kryptische Konzepte, Berlin
- 2005: Ortsbegegnung I, zusammen mit Angela Lubic, Milchhof/Berlin
- 2006: Site Gathering II, Lagaleria, Paris
- 2012: In Sicht, zusammen mit Eva Schöffel, Neue Galerie im Höhmannhaus, Augsburg[9]
- 2016: Hauptwege + Nebenwege, Kulturmühle Perwenitz, Schönwalde-Glien[10]
- 2019: The Big Sleep. 4. Biennale der Künstler. Künstlerverbund im Haus der Kunst, Haus der Kunst[11]
- 2021:Tuchfühlung, zusammen mit Marta Smolińska, Gasteig HP8, München[12]

## Arbeiten im öffentlichen Raum (Auswahl)
Quelle
- In den Zeichen, Siegestor, München
- Motion, städtisches Krankenhaus München-Harlaching
- Echo, Amtsgericht München
- Florentina, Skulptur im Innenhof des St.-Vinzenz-Hauses des Klinikums der LMU[13], München

## Werke in Sammlungen
- Maßstab I (2004), Europäisches Patentamt, Abb.

## Schriften
Als Herausgeberin: Tuchfühlung – stay in touch. Susanne Pittroff. icon Verlag, München 2021, ISBN 978-3-946803-93-5